# Paraparaumu
Paraparaumu är en stad belägen i sydvästra delen av den nyzeeländska Nordön. Den ligger ca 50 km norr om huvudstaden Wellington. Paraparaumus storstadsområde har 25 263 invånare (2006).
Paraparaumu betyder "smulor från en jordugn" på Maori. Staden kallas ofta "Para-Param", särskilt av invånare med europeiskt ursprung och bara "Pram" av ungdomarna.
Regissören Andrew Niccol är född i Paraparaumu och regissören Peter Jackson har studerat där.